# Macromitrium drewii
Macromitrium drewii är en bladmossart som beskrevs av H. Robinson 1967. Macromitrium drewii ingår i släktet Macromitrium och familjen Orthotrichaceae. Inga underarter finns listade i Catalogue of Life.